# Teresa Del Vecchio
Teresa Del Vecchio (Napoli, 27 febbraio 1967) è un'attrice italiana.

## Biografia
Dopo essersi diplomata al liceo classico, decide di frequentare diversi corsi di recitazione e dizione, oltre che una scuola di tango e canto come soprano leggero.
Debutta nel 1985 in Cabaret e L'uccellino azzurro di Maurice Maeterlinck. Successivamente recita nell'adattamento teatrale del romanzo di Evgenij Schwarz Il drago, diretta da Francesco Bovicelli. Continua ininterrottamente la sua carriera teatrale; recita in Sogno di una notte di mezza estate, diretta da Maria Luisa Santella, in Francesco D'Assisi, diretta da Salvatore Condelli e poi è chiamata a declamare le poesie della rassegna Theatron. Viene poi scelta da Francesco Silvestri per le sue due commedie musicali: Ali e La guerra di Martin. Nel 1991 scrive la commedia Chi ha ucciso Concettina Scapece? con la quale si classifica al 2º posto al festival di Lariano. Dopo questa esperienza comincia a lavorare con i grandi nomi del teatro partenopeo. Dapprima entra a far parte della compagnia di Carlo Giuffré, con il quale recita in Le voci di dentro e Napoli milionaria, entrambe di Eduardo De Filippo, e I casi sono due di Armando Curcio e La fortuna con l'effe maiuscola di Eduardo De Filippo e Armando Curcio. Dopo una breve esperienza con Luigi De Filippo, entra a far parte stabilmente della compagnia di Vincenzo Salemme, con il quale recita in Passerotti o pipistrelli, Di Mamma ce n' è una sola, Sogni e bisogni, L'amico del cuore, Faccio a pezzi il teatro, Cose da pazzi, La gente vuole ridere, La gente vuole ridere ancora.
Dopo la felice esperienza con Salemme, entra a far parte della compagnia di Biagio Izzo. Con quest'ultimo recita in Due comici in Paradiso, Il re di New York, Una pillola per piacere, Un tè per tre, Guardami Guardami, Tutti con me. Con Salemme e Izzo recita anche al cinema. Li affianca in: L'amico del cuore, Amore a prima vista, Volesse il cielo, Cose da pazzi, No problem (di Salemme), Ci sta un francese, un inglese e un napoletano (di Eduardo Tartaglia), Un'estate ai Caraibi. 
Al 62º Festival di Venezia riceve il premio della critica per il film Mater Natura di Massimo Andrei, oltre ad essere premiata per l'interpretazione di Armandina al Festival del Cinema di Pantelleria.

## Teatro
- L'uccellino azzurro (1980)
- Camorristi (1984)
- Little bar (1984)
- Cesare e tanti altri (1984)
- Ali (1984)
- La guerra di Martin (1984)
- Francesco d'Assisi (1984)
- Sogno di una notte di mezza estate (1984)
- Il drago (1984)
- Cabaret (1985)
- Un valletto su misura (1985)
- Lisistrata (1985)
- Varietà (1985)
- Il re villano (1985)
- Chi ha ucciso Concettina Scapece? (1991)
- Non è vero... ma ci credo (1992)
- I casi sono due (1992)
- Le voci di dentro (1992)
- Passerotti o pipistrelli? (1993)
- Delizie e misteri napoletani (1995)
- Miseria e nobiltà (1995)
- La fortuna con l'effe maiuscola (1995)
- Lo strano caso di Felice C. (1996)
- Non ti pago (1997)
- L'amico del cuore (1998)
- La fabbrica delle creature (2000)
- Faccio a pezzi il teatro! (2001)
- Sogni e bisogni (2001)
- Di mamma ce n'è una sola (2001)
- Tina fai presto (2003)
- La gente vuole ridere (2005)
- La gente vuole ridere ancora (2006)
- Due comici in paradiso (2007)
- Il re di New York (2008)
- Un tè per tre (2010)
- Guardami guardami (2011)
- Una pillola per piacere (2011)
- Tutti con me (2013)
- Come un Cenerentolo (2014)
- Una festa esagerata (2019)
- Di mamma ce n’è una sola (2021)
- Napoletano? E famme ‘na pizza! (2023)
- Natale a casa Cupiello (in sostituzione ad Antonella Cioli) (2023-2024)

## Filmografia

### Cinema
- L'amico del cuore, regia di Vincenzo Salemme (1998)
- Amore a prima vista, regia di Vincenzo Salemme (1999)
- Volesse il cielo!, regia di Vincenzo Salemme (2002)
- Cose da pazzi, regia di Vincenzo Salemme (2005)
- Mater Natura, regia di Massimo Andrei (2005)
- Ci sta un francese, un inglese e un napoletano, regia di Eduardo Tartaglia (2007)
- Marcello Marcello, regia di Denis Rabaglia (2008)
- No problem, regia di Vincenzo Salemme (2008)
- Un'estate ai Caraibi, regia di Carlo Vanzina (2009)
- Alta infedeltà, regia di Claudio Insegno (2010)
- Natale a 4 zampe, regia di Paolo Costella (2012)
- Benur - Un gladiatore in affitto, regia di Massimo Andrei (2013)
- Troppo napoletano, regia di Gianluca Ansanelli (2016)
- Una festa esagerata, regia di Vincenzo Salemme (2018)
- Il primo Natale, regia di Ficarra e Picone (2019)
- Tramite amicizia, regia di Alessandro Siani (2023)

### Televisione
- Mezzo secolo di canzoni (Napoli Tivù)
- Famiglia Salemme Show (Rai 1)
- Giuseppe Moscati (Rai 1)
- Un posto al sole (Rai 3, 2019-2020, 2023)